# Bolinus cornutus
Bolinus cornutus é uma espécie de gastrópode, da família Muricidae. É comumente encontrada ao longo da costa oeste da África, mais frequentemente em águas relativamente rasas.
Possui como característica uma concha espinhosa, frequentemente de coloração terrosa ou marrom, com um canal alongado e reto.